# Sylvia Heal
Pour les articles homonymes, voir Heal.
Sylvia Lloyd Heal (née Fox ; le 20 juillet 1942) est une femme politique du parti travailliste britannique qui est députée de Halesowen et Rowley Regis de 1997 à 2010, après avoir été députée de Mid Staffordshire de 1990 à 1992. Elle est première vice-présidente des voies et moyens et vice-présidente de la Chambre des communes de 2000 jusqu'à ce qu'elle se retire du Parlement en 2010.

## Jeunesse
Née sous le nom de Sylvia Lloyd Fox à Hawarden, Flintshire dans le nord-est du Pays de Galles, fille d'un métallurgiste de Shotton John Lloyd-Fox et Ruby Hughes, elle fait ses études à l'Elfed Secondary Modern School (aujourd'hui Elfed High School) sur Mill Lane à Buckley, au Coleg Harlech et à l'Université de Swansea, où elle obtient un BSc en économie en 1968.
Elle travaille comme commis aux dossiers médicaux à l'infirmerie royale de Chester pendant six ans à partir de 1957. En 1968, elle est nommée assistante sociale au ministère de l'Emploi pendant deux ans. Pendant dix ans à partir de 1980, elle travaille comme assistante sociale dans un centre de désintoxication pour toxicomanes. Elle travaille en tant qu'agent de soins pour les jeunes à la National Carers Association de 1992 à 1997.

## Carrière parlementaire
Elle est membre du Conseil national des jeunes socialistes pendant quatre ans à partir de 1960 et est nommée juge de paix en 1973. Elle est élue pour la première fois à la Chambre des communes lors de l'élection partielle de Mid Staffordshire le 22 mars 1990, après le suicide du député conservateur John Heddle. Elle remporte le siège avec une majorité de 9449 voix sur un basculement massif de 21% des conservateurs aux travaillistes dans un scrutin qui s'est joué en grande partie sur la seule question de la Poll tax. Elle perd le siège du Mid Staffordshire deux ans plus tard aux élections générales de 1992 lorsqu'elle est évincée par le conservateur Michael Fabricant par une majorité de 6236 voix. Elle est réélue au Parlement aux élections générales de 1997 pour le nouveau siège de Halesowen et Rowley Regis dans les West Midlands avec une majorité de 10 337 voix et est réélue aux élections générales de 2001 et 2005.
Lors de son premier passage au Parlement, elle siège pendant deux ans en tant que membre du comité restreint de l'éducation. Elle est promue au banc avant par Neil Kinnock en 1991 en tant que porte-parole pour la santé et les femmes. Après sa réélection en 1997, elle est nommée Secrétaire parlementaire privé du secrétaire d'État à la Défense George Robertson et à partir de 1999 de son successeur Geoff Hoon. Elle est nommée vice-présidente de la Chambre en 2000, où elle reste jusqu'à sa retraite de la politique.
Sylvia Heal annonce le 9 mars 2010 qu'elle ne se représenterait pas aux élections générales de 2010 . Le conservateur James Morris lui succède comme député.

## Vie privée
Heal est la soeur d'Ann Keen, qui est députée travailliste de 1997 à 2010, et la belle-sœur d'Alan Keen (en), qui est député travailliste de 1992 jusqu'à sa mort en 2011 . Elle vit à Egham, dans le Surrey, et elle s'intéresse vivement à l'Afrique du Sud et aime le jardinage.